# Hyperaspis cincta
Hyperaspis cincta är en skalbaggsart som beskrevs av Leconte 1858. Hyperaspis cincta ingår i släktet Hyperaspis och familjen nyckelpigor. Inga underarter finns listade i Catalogue of Life.